# Parque Nacional de Dovrefjell-Sunndalsfjella

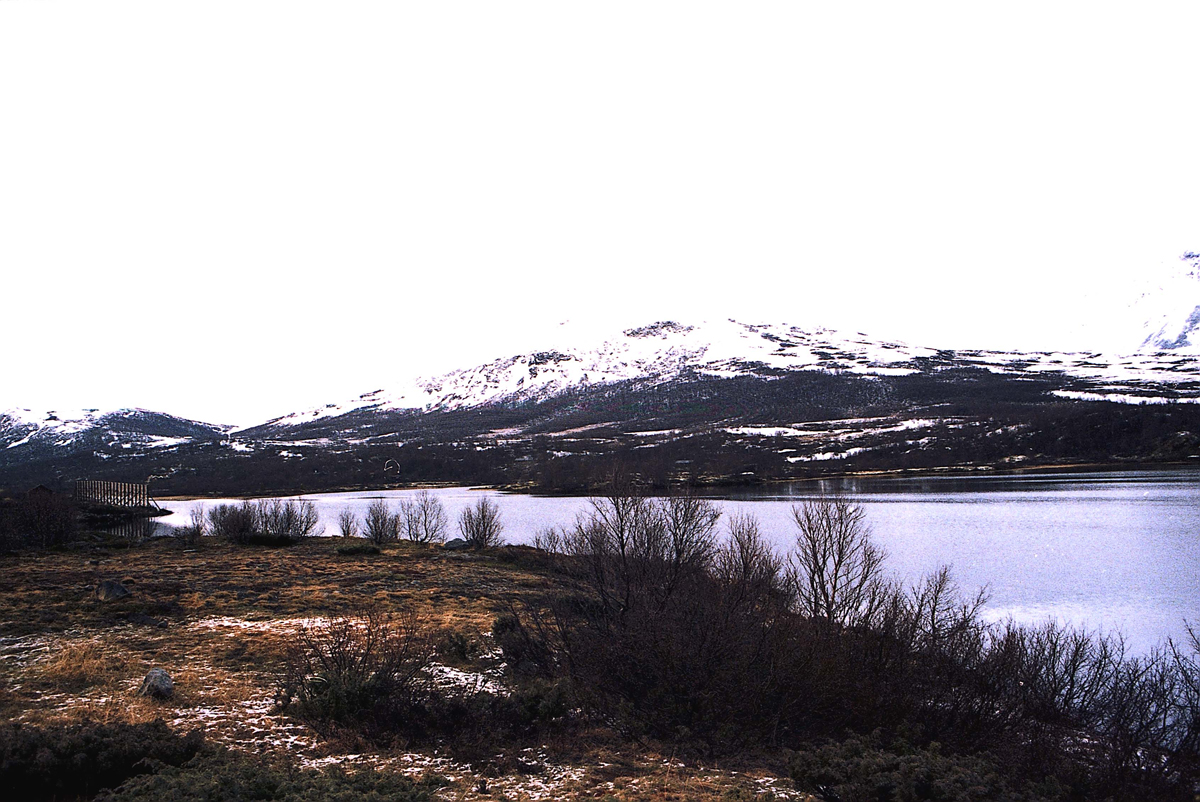
Dovrefjell-Sunndalsfjella no outono.

O Parque Nacional Dovrefjell-Sunndalsfjella é um parque nacional da Noruega, fundado em 2003 para substituir e ampliar o anterior parque Dovrefjell, fundado originalmente em 1974. Tem uma superfície de 1.693 km².